# Meltingen
Meltingen est une commune suisse du canton de Soleure, située dans le district de Thierstein.